# Sonchus wightianus
Nhũ cúc đồng hay rổng cúc đồng (danh pháp khoa học: Sonchus wightianus) là một loài thực vật có hoa trong họ Cúc. Loài này được Augustin Pyramus de Candolle miêu tả khoa học đầu tiên năm 1838.
Lưu ý rằng tên gọi rổng cúc đồng cũng là tên gọi của loài Sonchus arvensis.

## Phân bố
Loài này là bản địa Afghanistan, Ấn Độ, Bangladesh, Bhutan, Đài Loan, Indonesia (Java), Lào, Malaysia bán đảo, Myanmar, Nepal, Pakistan, Sri Lanka, Thái Lan, Trung Quốc, Việt Nam.